# 安勒希特
安勒希特（德語：Anröchte，發音：[ˈanʁœçtə] ⓘ）是德国北莱茵-威斯特法伦州阿恩斯贝格行政区索斯特县的市镇，面积73.79平方千米，2023年12月31日人口为10,397人。